# 鶴来警察署
鶴来警察署（つるぎけいさつしょ）は、かつて石川県白山市月橋町にあった警察署である。
2012年4月1日に松任警察署と統合し廃止。警察署廃止後、新設された白山警察署の分庁舎として白山警察署鶴来庁舎（はくさんけいさつしょつるぎちょうしゃ）と名称を変更した。

## 沿革
- 1954年7月 - 警察法改正により石川県警察発足。石川県鶴来警察署となる。
- 2005年2月1日 - 管内の石川郡鶴来町、河内村、吉野谷村、鳥越村、尾口村、白峰村と、松任警察署が所管の松任市と石川郡美川町が新設合併し、白山市となったが、管轄区域は旧1町5村の区域となっていた。
- 2012年4月1日 - 松任警察署と統合し鶴来警察署が廃止。鶴来警察署は白山警察署鶴来庁舎に名称変更[2]。

## 所在地
- 石川県白山市月橋町644番地

## 管轄区域
旧鶴来警察署
- 白山市の一部（旧鶴来町以南の石川郡）
  - 統合後は白山警察署が市内全域を管轄しているが、鶴来庁舎のみの管轄区域はない。なお、鶴来庁舎所在地である白山市月橋町は、白山警察署しらやま交番の管轄となっている[3]。

## 組織
庁舎所属長は警部が務めているが、分庁舎となっている輪島警察署穴水庁舎と珠洲警察署能登庁舎とは違い、庁舎所在地交番（警部交番）が設置されていない。
- 機動警ら係[2]
- 地域係[2]
- 交通係（運転免許更新業務など）[2]

## 交番・駐在所
以下は鶴来警察署廃止時点の交番と駐在所。

### 交番
- 白山交番（白山市白山町） - 白山警察署移行後に「しらやま交番」に名称を変更。

### 駐在所
- 日向駐在所（白山市日向町）
- 道法寺駐在所（白山市道法寺町）
- 河内駐在所（白山市河内町福岡盈）
- 鳥越駐在所（白山市別宮町）
- 吉野谷駐在所（白山市吉野）
- 尾口駐在所（白山市瀬戸西）
- 白峰駐在所（白山市白峰）